# Charybdis (Goniohellenus) padangensis
Charybdis (Goniohellenus) padangensis is een krabbensoort uit de familie van de Portunidae. De wetenschappelijke naam van de soort werd in 1952 voor het eerst geldig gepubliceerd door de Nederlandse zoölogen Jentina E. Leene en Alida Buitendijk.